# 颱風莫拉菲 (2009年)
| 太平洋颱風季             |
| 主題頁 - 專題 - 編輯指南 |

颱風莫拉菲 （菲律賓大氣地球物理和天文服務管理局：Isang，國際編號：0906，JTWC：07W）為2009年太平洋颱風季第6個被命名的熱帶氣旋。「莫拉菲」是菲律賓氣象部門於2004年提供的熱帶氣旋名字，用以取代2003年造成四十多人死亡導致需要退役的「伊布都」。「莫拉菲」意指菲律賓一種常用於製造傢俬的硬木。

## 氣象歷史
一個熱帶低氣壓於菲律賓以東海域形成，於2009年7月15日上午9時被聯合颱風警報中心發出首次報告，並給予編號07W。
2009年7月15日晚上7時正，熱帶低氣壓07W集結於菲律賓東部，其後採取西北方向橫過菲律賓以東海域。7月16日晚上8時，日本氣象廳把07W升格成熱帶風暴，並命名為莫拉菲；香港天文台亦跟隨升級。莫拉菲受惠於西太平洋的水溫，幅散及幅合強勁和風切變低的環境下快速增強，於7月17日下午增強成強烈熱帶風暴，香港天文台當時評定莫拉菲10分鐘平均風力約每小時90公里。
而莫拉菲也在7月17日開始以西北路徑橫過巴士海峽一帶，在7月17日晚上，因副熱帶高壓脊正於台灣一帶及莫拉菲東面的大片太平洋海域，因此莫拉菲稍稍減速，慢慢轉向偏西路徑前進，進入南海北部。而莫拉菲因稍稍減速的關係及水溫高，風切變處於微弱下，進一步增強。在7月18日早上6時45分，香港天文台把莫拉菲升級為颱風。
而莫拉菲進入南海北部後，移速也再次加快，以時速約20公里橫過南海北部，以西北偏西方向穩定進一步逼近華南沿岸，而且受惠西南季候風帶來的水氣支援，縱使在南海北部的風切變較強，莫拉菲也緩慢增強，直至登陸前才達到巔峰。
莫拉菲在7月18日整日以西北偏西方向穩定逼近珠江口，但由於莫拉菲風力結構緊密（它的暴風範圍半徑只有60公里），所以中國內地、香港及澳門在莫拉菲距離當地約150公里時，各處仍未吹起烈風。而莫拉菲也發展出一個直徑10公里的細小風眼，緊密的螺旋雨帶，顯示莫拉菲已發展成一個成熟的颱風。而在7月18日晚上，更有數小時採取西移路徑，登陸珠江口附近幾乎是肯定的事。香港、澳門及深圳在晚上11時後開始漸受莫拉菲風眼周邊雨帶影響，風力飆升，在短短兩三小時內，風力由清勁至強風程度，急劇增強至烈風或暴風程度的西北風。由於環流接觸陸地，莫拉菲成熟的風眼開始被填塞，但強度沒有減弱。
在7月19日凌晨1時，莫拉菲登陸深圳南澳附近一帶，當地錄得最高一小時平均風速達每小時145公里，顯示莫拉菲以颱風程度登陸，聯合颱風警報中心低估了莫拉菲的強度；凌晨時份，莫拉菲以西北偏西方向橫過深圳大鵬灣一帶，珠江口各處都吹烈風至暴風，深圳大鵬灣一帶更刮起颶風。莫拉菲橫過深圳後，進入珠江口，於凌晨5時減弱為一股強烈熱帶風暴，並再次登陸澳門以北的中山港至民眾一帶登陸，其後穩定以西北偏西方向橫過廣東西部，急劇減弱。3小時後，莫拉菲因受陸地地形影響及水氣供應被阻塞，因此減弱一股熱帶風暴。下午2時，莫拉菲進一步減弱一股熱帶低氣壓。晚上8時，莫拉菲減弱成低壓區，橫過廣東逐漸消散。

## 影響

### 菲律賓

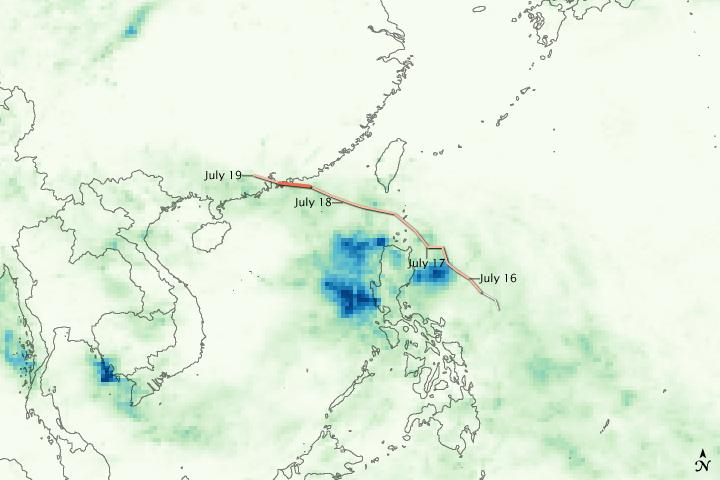
從7月16日到7月19日菲律賓海、南海的總雨量，雨量最大的地區是莫拉菲行經的路徑。

莫拉菲於7月17日掠過呂宋東北部，導致5人死亡，其中一名死者為墮河溺斃，另一死者則為觸電喪生。受外圍雨帶影響，首都馬尼拉多處水浸，政府停止辦公，學校停課，多班航機延遲升降，受災人數超過9萬人。

### 臺灣
當地發佈之颱風警報：海上颱風警報
中華民國交通部中央氣象局於7月16日晚上10時發布海上颱風警報，警戒區域為巴士海峽，同時發布東部、東南部、南部及恆春半島豪雨特報。莫拉菲影響台灣南部期間，屏東牡丹累積雨量超過240毫米、臺東達仁鄉土阪超過216毫米、花蓮富里211毫米，而花東及屏東沿海累計雨量普遍都超過100毫米。風力方面，蘇澳有10級陣風、臺北受地形影響有8級陣風；而當時正在舉行世運會的高雄地區，到18日仍有8到9級的強陣風。隨著莫拉菲遠離台灣，中央氣象局於7月18日早上8時半解除所有颱風警報，但仍持續發布豪雨特報，至晚上9時40分才解除。

### 香港
| 長洲 · 71 km/h赤鱲角 · 75 km/h青衣 · 59 km/h啟德 · 61 km/h西貢 · 55 km/h沙田 · 50 km/h濕地公園 · 33 km/h打鼓嶺 · 49 km/h 天文台測風網絡8個參考自動氣象站錄得之最高10分鐘平均風速。圖例： · 代表錄得強風以下風速（共1個氣象站） · 代表錄得強風（共5個氣象站） · 代表錄得烈風（共2個氣象站） | 長洲 · 63 km/h赤鱲角 · 70 km/h青衣 · 51 km/h啟德 · 54 km/h西貢 · 51 km/h沙田 · 45 km/h濕地公園 · 27 km/h打鼓嶺 · 38 km/h 天文台測風網絡8個參考自動氣象站錄得之最高每小時平均風速。圖例： · 代表錄得強風以下風速（共2個氣象站） · 代表錄得強風（共4個氣象站） · 代表錄得烈風（共2個氣象站） | 長洲 · 71 km/h赤鱲角 · 75 km/h青衣 · 59 km/h啟德 · 61 km/h西貢 · 55 km/h沙田 · 50 km/h流浮山 · 99 km/h打鼓嶺 · 49 km/h 天文台測風網絡8個參考自動氣象站錄得之最高10分鐘平均風速。圖例： · 代表錄得強風（共5個氣象站） · 代表錄得烈風（共2個氣象站） · 代表錄得暴風（共1個氣象站） · 備註：此圖假定莫拉菲襲港時，流浮山已取代濕地公園，成為8個指定自動氣象站之一。 | 長洲 · 63 km/h赤鱲角 · 70 km/h青衣 · 51 km/h啟德 · 54 km/h西貢 · 51 km/h沙田 · 45 km/h流浮山 · 90 km/h打鼓嶺 · 38 km/h 天文台測風網絡8個參考自動氣象站錄得之最高每小時平均風速。圖例： · 代表錄得強風以下風速（共1個氣象站） · 代表錄得強風（共4個氣象站） · 代表錄得烈風（共2個氣象站） · 代表錄得暴風（共1個氣象站） · 備註：此圖假定莫拉菲襲港時，流浮山已取代濕地公園，成為8個指定自動氣象站之一。 |

- 當地發出之最高熱帶氣旋警告信號： 九號烈風或暴風風力增強信號
- 最接近當地時間：7月19日凌晨2時至3時
- 最接近當地位置：香港天文台總部之東北偏北約40公里（正面吹襲）

香港天文台在7月17日晚上10時15分發出一號戒備信號，當時莫拉菲位於香港之東南偏東約680公里。隨著莫拉菲增強為颱風並逼近珠江口一帶，天文台在翌日（18日）下午2時15分發出三號強風信號，當時莫拉菲集結在香港以東約310公里。受莫拉菲外圍下沉氣流影響，18日天文台總部錄得最高氣溫34.3度，屯門氣溫更達37度。天文台在晚上9時半發出「熱帶氣旋之特別報告」，宣佈在當晚11時半或之前發出八號熱帶氣旋警告信號。
天文台於晚上11時半發出八號西北烈風或暴風信號，當時莫拉菲集結在香港天文台總部以東約100公里，開始正面吹襲香港。在八號信號發出後，公共交通服務維持正常至尾班車時間，但通宵巴士則停駛。7月19日凌晨1時，由於莫拉菲的風力結構緊密，當莫拉菲移至大鵬灣附近時香港的風力急劇增強，新界北部的風力在短短兩小時內由清勁急增至暴風程度。在沒有提到「可能需要發出更高熱帶氣旋警告信號」的情況下，天文台在凌晨1時半發出九號烈風或暴風風力增強信號，當時莫拉菲集結在天文台總部之東北約50公里。天文台警告市民提防莫拉菲非常接近香港，香港會受到莫拉菲的眼壁影響，風力顯著增強至暴風程度，且香港在黎明前會轉吹西南風，造成嚴重危險。這是繼前一年颱風鸚鵡掠過香港後，天文台再次發出九號信號；亦是自1974至1975年以來，天文台34年來首次連續兩年發出九號信號。莫拉菲於凌晨2時至3時左右最接近香港，並在天文台總部之東北偏北約40公里掠過。由於莫拉菲最終掠過深圳南澳，香港處於其可航半圓及沒有進入香港境內，情況等同2003年颱風杜鵑，因此最終沒有發出十號颶風信號。
可是莫拉菲的中心密集雲團為香港帶來暴雨，天文台於7月19日凌晨1時45分發出黃色暴雨警告信號，並在凌晨2時25分改發紅色暴雨警告信號，並在凌晨2時40分發出新界北部水浸特別報告、在凌晨3時發出山泥傾瀉警告。
隨著莫拉菲逐漸遠離，天文台在凌晨4時40分改發八號西南烈風或暴風信號，當時莫拉菲集結在天文台總部之西北約70公里。天文台在早上6時40分改發三號強風信號，當時莫拉菲集結在香港之西北偏西約110公里，並減弱為強烈熱帶風暴。天文台在凌晨5時半直接取消所有暴雨警告信號，在早上7時取消新界北部水浸特別報告，山泥傾瀉警告亦於下午12時35分取消。隨著香港風力進一步減弱，天文台在上午10時40分改發一號戒備信號，並於下午1時15分取消所有熱帶氣旋警告信號。
風暴下，當局共接獲最少425宗塌樹及3宗棚架倒塌報告。5人在風暴期間到公立醫院急症室求診，而民政事務總署共開放27個臨時庇護站，共有148人入住。
由於莫拉菲在香港北面掠過，香港吹西北烈風，漸轉吹西南烈風至暴風，加上莫拉菲的風力結構緊密，天文台測風網絡8個指定自動氣象站有7個錄得強風，三號信號達標；但只有2個錄得烈風，八號信號不達標（即使連同錄得暴風的流浮山站在內仍欠一站才達標）；而啟德以些微之差，未能測得烈風，濕地公園則是8個參考站中惟一一站沒有強風；但維多利亞港內的尖沙咀天星碼頭則錄得持續烈風，表示市區亦受烈風影響。不過在4年後才取代濕地公園，成為8個指定自動氣象站之一的流浮山，在風暴期間錄得高達每小時99公里的暴風程度10分鐘平均風速，是繼2003年颱風杜鵑正面吹襲香港，並帶來短暫颶風後最猛烈。機場的風力亦罕有地比長洲強烈。濕地公園與流浮山站距離十分接近，但風速差異卻極大——以最高10分鐘平均風速而言，差距為每小時66公里，流浮山風速為濕地公園之3倍，再以蒲福氏風級計算相差達3級。風暴期間，機場、長洲、啟德、青衣、西貢、沙田及打鼓嶺錄得最高10分鐘平均風速為每小時75、71、61、59、55、50及49公里。

#### 遲發八號信號
由於莫拉菲環流緊密，令風勢急升的時間較晚，天文台一直拖延至7月18日晚上11時半才發出八號信號，當時莫拉菲已移至天文台總部以東約100公里，開始正面吹襲香港。其後香港各區風力飆升，一小時內便由清勁急增至烈風或暴風程度，結果八號信號只生效2小時，天文台便需發出九號信號。如果莫拉菲突然改變路徑橫掃香港或在香港以南掠過，勢必造成嚴重災害，屆時非發出十號信號不可，晚發八號信號亦令部份夜歸市民未能在風暴來襲前及時回到家中而造成危險。

### 澳門
當地懸掛之最高熱帶氣旋信號： 三號風球
澳門氣象局於7月17日晚上11時懸掛一號風球 ，由於莫拉菲已增強為強烈熱帶風暴，對澳門的影響可能較大。氣象局不排除莫拉菲將可能成為澳門年內首次懸掛八號風球的風暴，但要視乎其移動路徑作決定。受其影響，澳門氣象局於7月18日錄得最高溫度為37.2攝氏度，以當時為止是2009年的最高溫度。隨著風暴迫近，氣象局於下午6時半懸掛三號風球，當局表示除非颱風莫拉菲採取偏西方向移動，否則改掛較高風球機會不大。但莫拉菲到19日凌晨時分才對澳門有較顯著的影響，而莫拉菲在凌晨5時最接近澳門，並在氣象局總部以北只有約60公里處掠過。風暴期間，一艘舢舨與一艘運油船在司打口對出海面因為能見度低而相撞，造成一人死亡。隨著莫拉菲移入內陸並遠離，氣象局於7月19日下午12時半除下所有風球。

#### 爭議
在莫拉菲正面吹襲澳門時，香港天文台已於7月19日凌晨1時半發出九號烈風或暴風風力增強信號，但澳門氣象局堅持只懸掛三號風球，拒絕改掛更高風球。此舉導致市民不滿，澳門網民更指責當局一直「不願意改掛」八號風球，使港澳兩地所發出之最高熱帶氣旋警告自2000年熱帶低氣壓618後再度出現2級的差距。根據當時嘉樂庇總督大橋及西灣大橋實測風速，由凌晨2時半開始受烈風影響，達每小時65公里，超過三號風球的上限；凌晨3時，嘉樂庇總督大橋錄得強風至烈風程度的持續風速，西灣大橋更吹烈風至暴風，證明當時八號風球必須懸掛。在早上6時澳門風勢最大，西灣大橋一分鐘平均風力達每小時78.8公里，陣風更達每小時93.2公里。及至早上7時，3條大橋的風勢才開始減弱。
而氣象局事後表示，莫拉菲吹襲澳門期間，整體風力不大，暴風範圍較小，而且與香港的距離還比澳門接近。氣象局認為當時維持懸掛三號風球的決定是合理。另外氣象局亦聲稱受到與莫拉菲相聯繫的雨帶影響，其下擊暴流會使澳門局部地區風力增大，而氣象局預計該雨帶會在1至2小時內移離澳門，因此預料澳門達到疾勁風力的持續時間短；另外當吹西南風時，澳門半島與氹仔島之間的峽管效應會使西南風加速，而西灣大橋風速計的安放位置亦會受到橋身繞流作用而風速有所加大，經分析上述原因後認為無需懸掛八號風球。

#### 雨量
| 氣象站         | 信號懸掛期間總雨量(毫米) |
| -------------- | ------------------------ |
| 大潭山         | 90.8                     |
| 嘉樂庇總督大橋 |                          |
| 友誼大穚(南)   |                          |
| 西灣大橋       |                          |
| 大砲台山       | 95.4                     |
| 孫逸仙紀念公園 | 100.2                    |
| 路環分站       | 103.2                    |
| 九澳           | 96.2                     |
| 污水處理廠     | 96.8                     |
| 海事博物館     | 95.2                     |

### 中國大陸
當地發佈之最高颱風預警信號： 颱風橙色預警信號（深圳、惠州、广州、中山等地）
隨着莫拉菲移入南海東北部，浙江溫州一艘漁船在風浪中翻沉，2名漁民失蹤。中國气象局於7月19日凌晨0时50分指出，莫拉菲於當日凌晨0时50分前后在广东省深圳市大鹏半岛沿海登陆，中心附近最大风力有13级（但气象台没向受飓风影响的深圳一带发布更高级别的台风红色预警信号）。而當時深圳葵涌和大鹏分别录得了瞬时的极大风速60.4米/秒和54.0米/秒。莫拉菲正面吹襲深圳期間，在深圳地鐵一號線坪洲站的地盤，有工人宿舍地陷，兩名工人走避不及，一傷一失蹤。18日下午，一名四川男子在颱風靠近前在龍崗區葵涌海灘游泳時失蹤，至今仍未尋獲。廣州市荔灣區橋中街西海路有一處圍牆倒塌造成7人輕傷，經及時救治，均無生命危險。在汕頭，則有一名男子被貨架砸死。廣州市南沙区萬頃沙龍穴島附近水域有一艘“粵德慶貨3327”擱淺避風時意外沉沒，船上4人全部獲救。珠江口外沱濘列島錄得最大陣風44.1米/秒。。

## 圖片庫

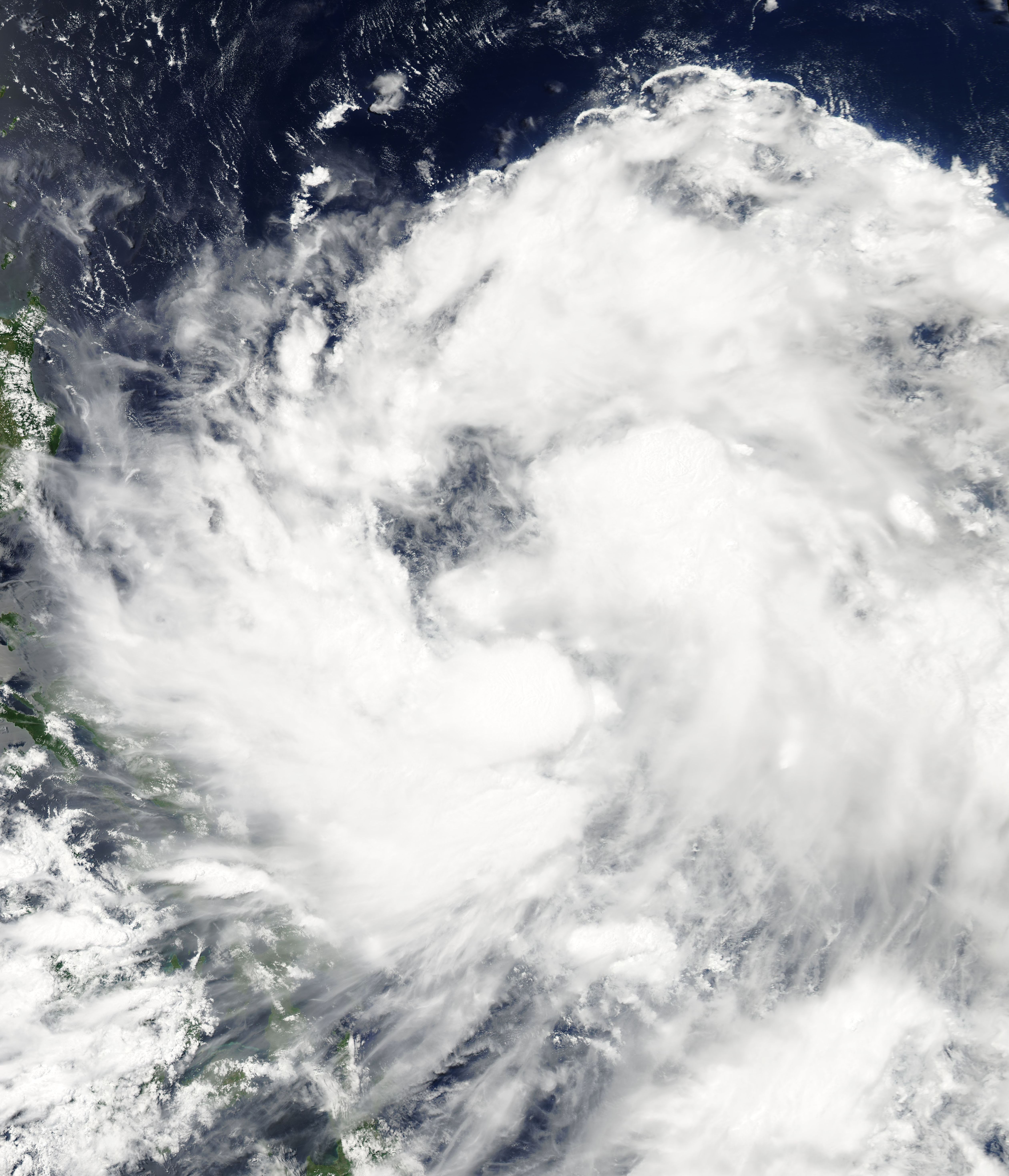
7月15日
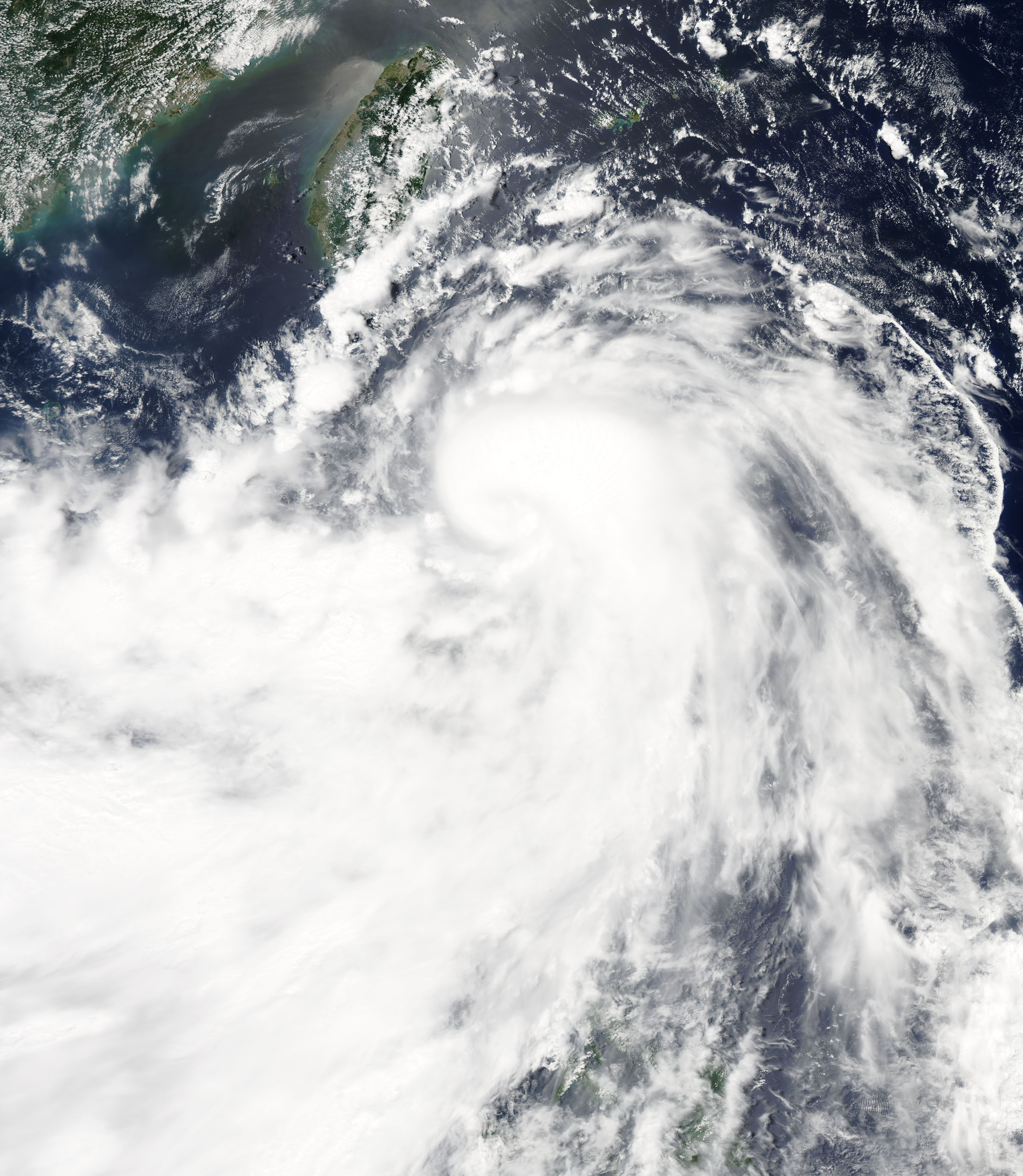
7月17日
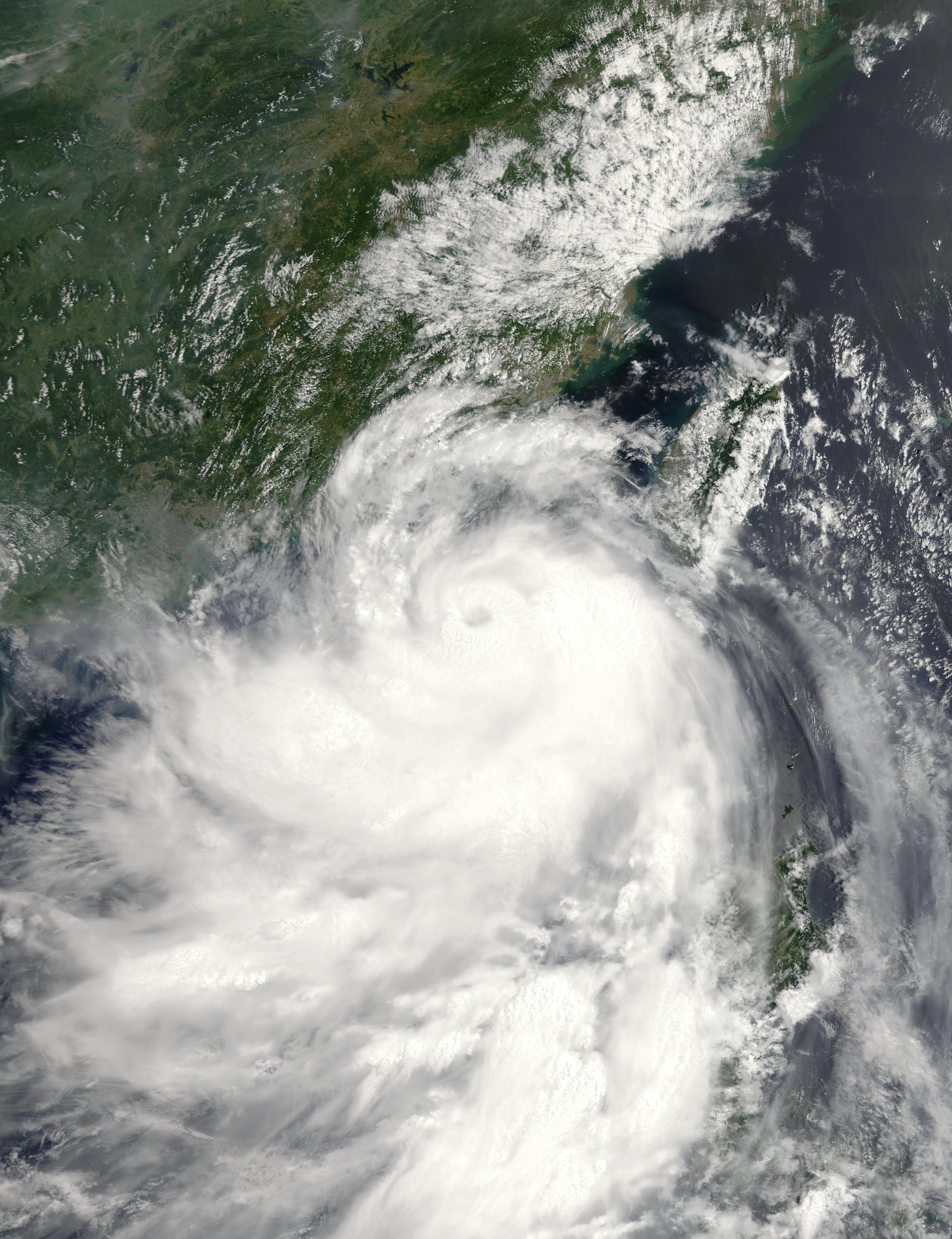
7月18日
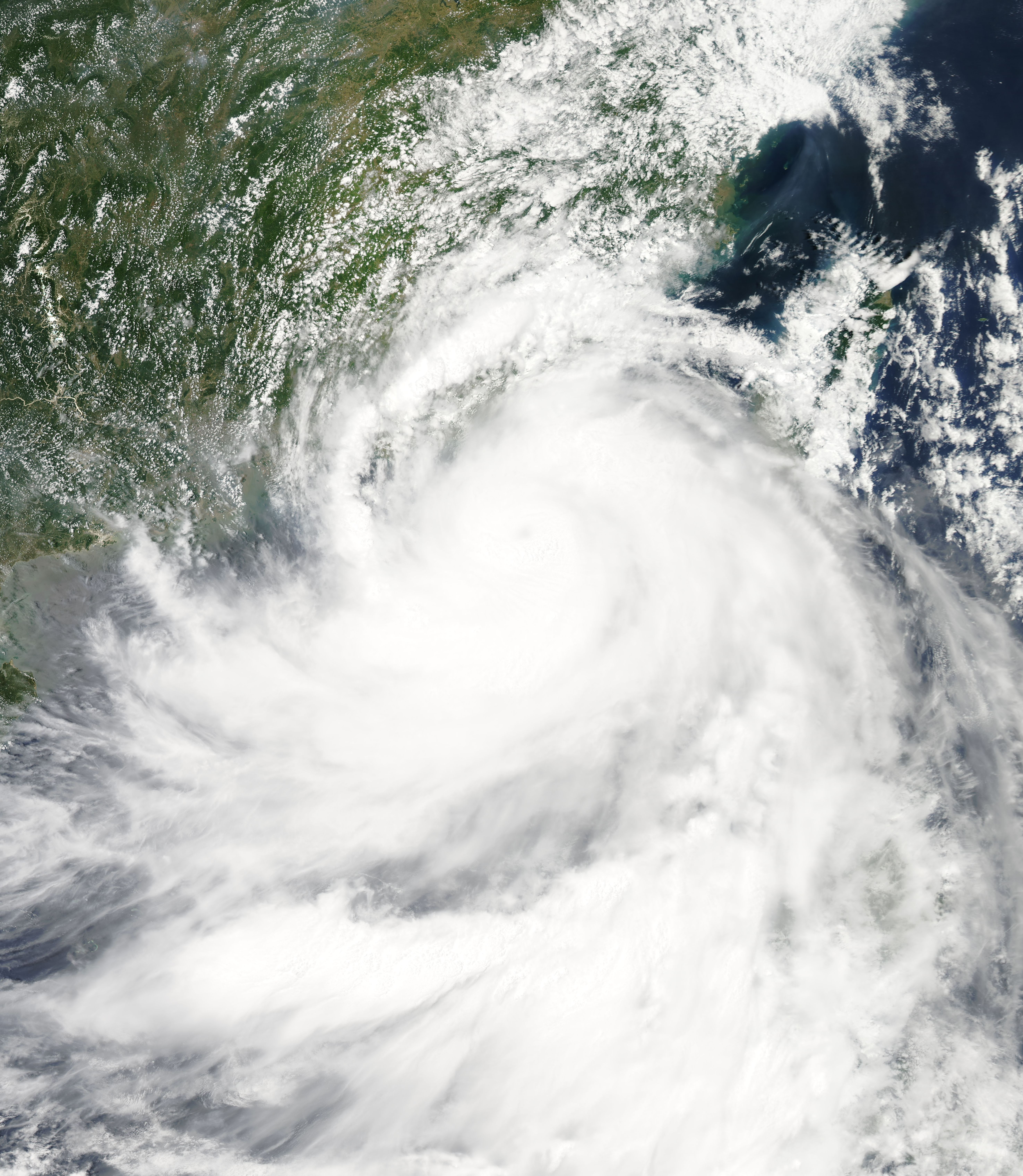
7月18日
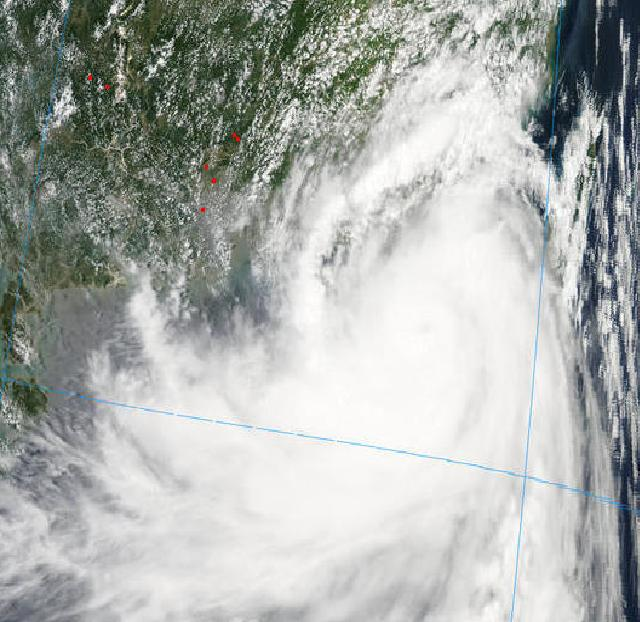
7月19日

## 熱帶氣旋警告使用紀錄

### 臺灣
| 交通部中央氣象局 颱風警報 | 交通部中央氣象局 颱風警報 | 交通部中央氣象局 颱風警報 |
| ------------------------- | ------------------------- | ------------------------- |
| 上一熱帶氣旋              | 海上颱風警報              | 下一熱帶氣旋              |
| 輕度颱風蓮花              | 海上颱風警報              | 中度颱風莫拉克            |

### 香港
| 香港天文台 熱帶氣旋警告信號 | 香港天文台 熱帶氣旋警告信號 | 香港天文台 熱帶氣旋警告信號 |
| --------------------------- | --------------------------- | --------------------------- |
| 上一熱帶氣旋                | 一號戒備信號                | 下一熱帶氣旋                |
| 熱帶風暴蘇迪羅              | 一號戒備信號                | 強烈熱帶風暴天鵝            |
| 熱帶風暴蘇迪羅              | 三號強風信號                | 強烈熱帶風暴天鵝            |
| 颱風鸚鵡                    | 八號西北烈風或暴風信號      | 超強颱風天兔                |
| 颱風鸚鵡                    | 八號西南烈風或暴風信號      | 超強颱風天兔                |
| 強颱風黑格比                | 八號烈風或暴風信號          | 強烈熱帶風暴天鵝            |
| 颱風鸚鵡                    | 九號烈風或暴風風力增強信號  | 強颱風韋森特                |

### 澳門
| 地球物理暨氣象局 熱帶氣旋信號 | 地球物理暨氣象局 熱帶氣旋信號 | 地球物理暨氣象局 熱帶氣旋信號 |
| ----------------------------- | ----------------------------- | ----------------------------- |
| 上一熱帶氣旋                  | 一號風球                      | 下一熱帶氣旋                  |
| 熱帶風暴蘇迪羅                | 一號風球                      | 強烈熱帶風暴天鵝              |
| 熱帶風暴蘇迪羅                | 三號風球                      | 強烈熱帶風暴天鵝              |

## 內部連結
- 2009年太平洋颱風季
- 熱帶氣旋

## 外部連結

### 風暴短片
- （英文）香港九號風球下的大埔富善邨巴士總站 （页面存档备份，存于），風勢劇烈，2009年7月19日凌晨2時

### 氣象部門
- （英文）https://web.archive.org/web/20090826230250/http://metocph.nmci.navy.mil/jtwc.php 聯合颱風警報中心首頁
- （日語）http://www.jma.go.jp/jma/index.html （页面存档备份，存于） 日本氣象廳首頁
- （繁體中文）http://www.cwb.gov.tw （页面存档备份，存于） 中央氣象局首頁
- （英文）http://www.pagasa.dost.gov.ph/ （页面存档备份，存于） 菲律賓大氣地球物理和天文管理局首頁
- （中文）http://www.hko.gov.hk （页面存档备份，存于） 香港天文台首頁
- （中文）http://www.smg.gov.mo （页面存档备份，存于） 澳門地球物理暨氣象局首頁